# Van Veen OCR 1000
Die Van Veen OCR 1000 war das zu ihrer Zeit leistungsstärkste Motorrad mit Wankelmotor. Es wurde vom holländischen Kreidler-Importeur Hendrik van Veen von 1976 bis 1978 gebaut und angeboten, jedoch konnten lediglich 38 Exemplare gefertigt werden, davon etwa 5 mit Vollverkleidung. Eins der Motorräder hatte Kraftstoffeinspritzung (130 PS). Ein erstes Muster wurde auf der IFMA 1974 gezeigt, die offizielle Vorstellung erfolgte im September 1976- Die OCR 1000 wurde schon als die „schwarz-grüne Mauritius“ unter den Motorrädern bezeichnet.

## Modellentwicklung
Hendrik van Veen übernahm den Zweischeiben-Wankelmotor des Typs KKM 624 mit Umfangseinlass und einem Kammervolumen von je 498 cm³ von Comotor, einem Gemeinschaftsunternehmen von NSU und Citroën. Dieser Motor wurde seit 1973 im Citroen GS Birotor eingesetzt und entspricht in den geometrischen Daten wie Läuferbreite, Exzentrizität usw. der Ro80-Maschine (KKM 612), hat ihr gegenüber jedoch eine verkürzte Baulänge, u. a. durch andere Anordnung der Anbauteile, was für den Einbau im Citroen GS notwendig war. Im Gegensatz zum Birotor-Motor wurde das abtriebsseitige Seitenteil zusätzlich gekürzt. Erstmals wurde eine kontaktlose Zündung mit digitaler Zündzeitpunktverstellung (Hartig-Zündung) in Kombination mit einer Hochspannungs-Kondensatorzündung (HKZ) eingesetzt. Eine weitere Premiere ergab sich dadurch, dass die von Porsche entwickelte Kardanwelle mit doppeltem homokinetischem Gelenk ein hinteres Kugelgelenk hatte, das zum Längenausgleich beim Einfedern in Längsrichtung verschoben werden konnte. Die Teleskopgabel stellte Marzocchi her, die Federbeine Koni und die Bremsanlage lieferte Brembo.
Das Motorrad wurde in Duderstadt entwickelt, erprobt und gefertigt. Das Design des Motorrades stammt von Jos Schurgers.
Geplant war offenbar eine jährliche Fertigung von ca. 200 Maschinen.

## Technische Daten
Die Van Veen OCR 1000 hat eine hydraulisch betätigte Kupplung und ein Vierganggetriebe, um das hohe Drehmoment von 135 Nm auf das Hinterrad zu übertragen.
Die Beschleunigungszeit des knapp 330 kg schweren Motorrads betrug von 0 auf 100 km/h 3,8 Sekunden, von 0 auf 200 km/h 16 Sekunden und die Höchstgeschwindigkeit lag bei 224 km/h.
Die Übersetzungsstufen des Getriebes lauteten 2,35 / 1,61 / 1,10 / 0,88 bei einer Sekundärübersetzung von 2,66 : 1. Im 2. Gang konnten damit maximal 120 km/h, im 3. Gang 170 km/h erreicht werden. Der 40-mm-Weber-Doppelvergaser der ersten Ausführung (1976) wurde 1977 durch einen 32-mm-Solex-Doppelvergaser mit Ansaugschalldämpfer und Startautomatik ersetzt. Das Gewicht des Zweischeiben-Wankelmotors beträgt ca. 100 kg einschließlich Öl und Wasser, pro Scheibe hatte er eine Zündkerze.
Das Motorrad hat einen Doppelschleifenrahmen mit einer Hinterradschwinge aus Leichtmetallguss auf Kegelrollenlagern, die Standrohre der Vorderradgabel haben einen Durchmesser von 41 mm (laut anderer Quelle 42 mm), die Dämpfer hinten sind dreifach verstellbar. Der Federweg vorn beträgt 165 mm, hinten 110 mm. Die OCR 1000 verfügt über Leichtmetallgussräder von Ronal mit den Dimensionen 2.15 x 18 (vorn) sowie 2.50 x 18 (hinten), Reifengröße 4.25–18 bzw. 110/90–18 vorn und zunächst 120/90–18 hinten; die Dimension des Hinterrades wurde später auf 130/80–18 verändert, auch wegen der für die damalige Zeit hohen Motorleistung. Die hydraulisch betätigte Zweikreis-Bremsanlage umfasst vorn Doppelscheiben und hinten eine Scheibe, mit Durchmessern von je 280 mm. Der Drehstromgenerator leistet 240 Watt, die OCR1000 hat einen H4-Scheinwerfer, der Tank fasst 22 Liter.
Der Preis betrug 1976: 24.198 DM, 1978: 28.198 DM, nur die MV Agusta 1100 Grand Prix war teurer.
Zeitgenössischen Testberichten ist zu entnehmen, dass einerseits und erwartungsgemäß die Stärken des Motorrades in der Leistung des hohen Drehmomentes bei vergleichsweise niedrigen Drehzahlen und der Leistungsentfaltung gesehen wurden. Kritik gab es wegen des recht hohen Gewichts und der Schwächen beim Fahrwerk (Richtungsinstabilitäten bei hohen Geschwindigkeiten). Beanstandet wurden ferner die Bedienung des Getriebes trotz vorheriger Überarbeitung durch Porsche sowie der ungünstigere beziehungsweise höhere Schwerpunkt im Vergleich zu damaligen Konkurrenzmodellen.

## Produktionsende
Citroën gab 1979 das Comotor-Projekt mit dem Wankelmotor auf, da Comotor in Altforweiler an Peugeot verkauft wurde. Die ungeklärte Lizenzfrage – Hendrik van Veen konnte die Lizenz nicht erwerben – sowie der hohe Einstandspreis in Verbindung mit den enormen Entwicklungskosten ließen das Projekt scheitern. Die Konstruktions- und Fertigungskosten beliefen sich auf 225.000 DM für jedes verkaufte Motorrad.
Aus Restbeständen der Konkursmasse wurde 2010 eine Kleinserie von 10 Motorrädern geplant, deren Preis 85.000 Euro betragen soll.

## Weitere Bilder

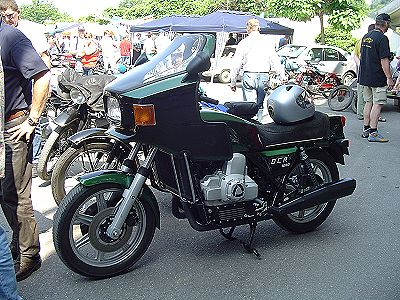
Van Veen OCR 1000 mit Vollverkleidung
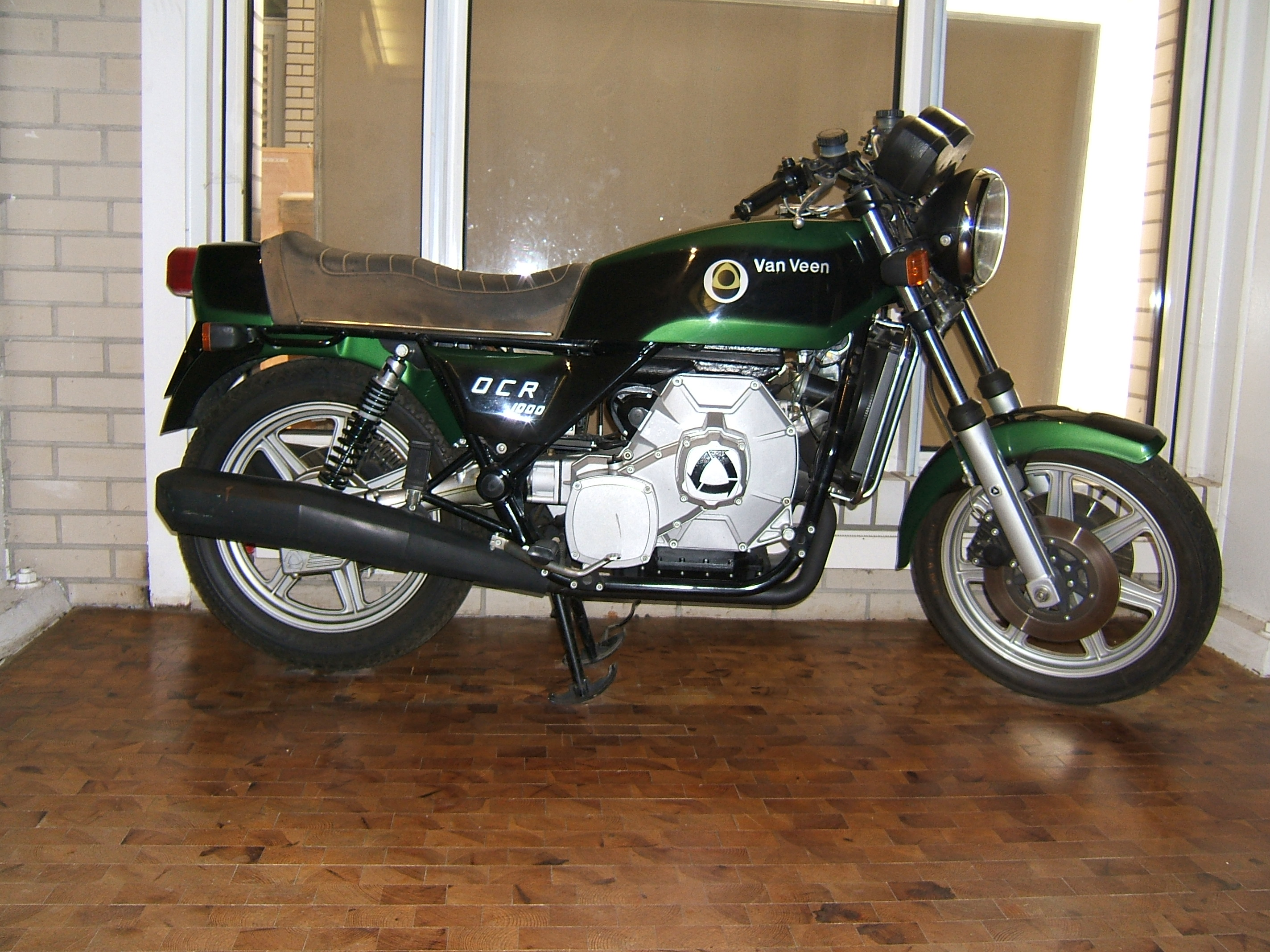
Van Veen OCR 1000
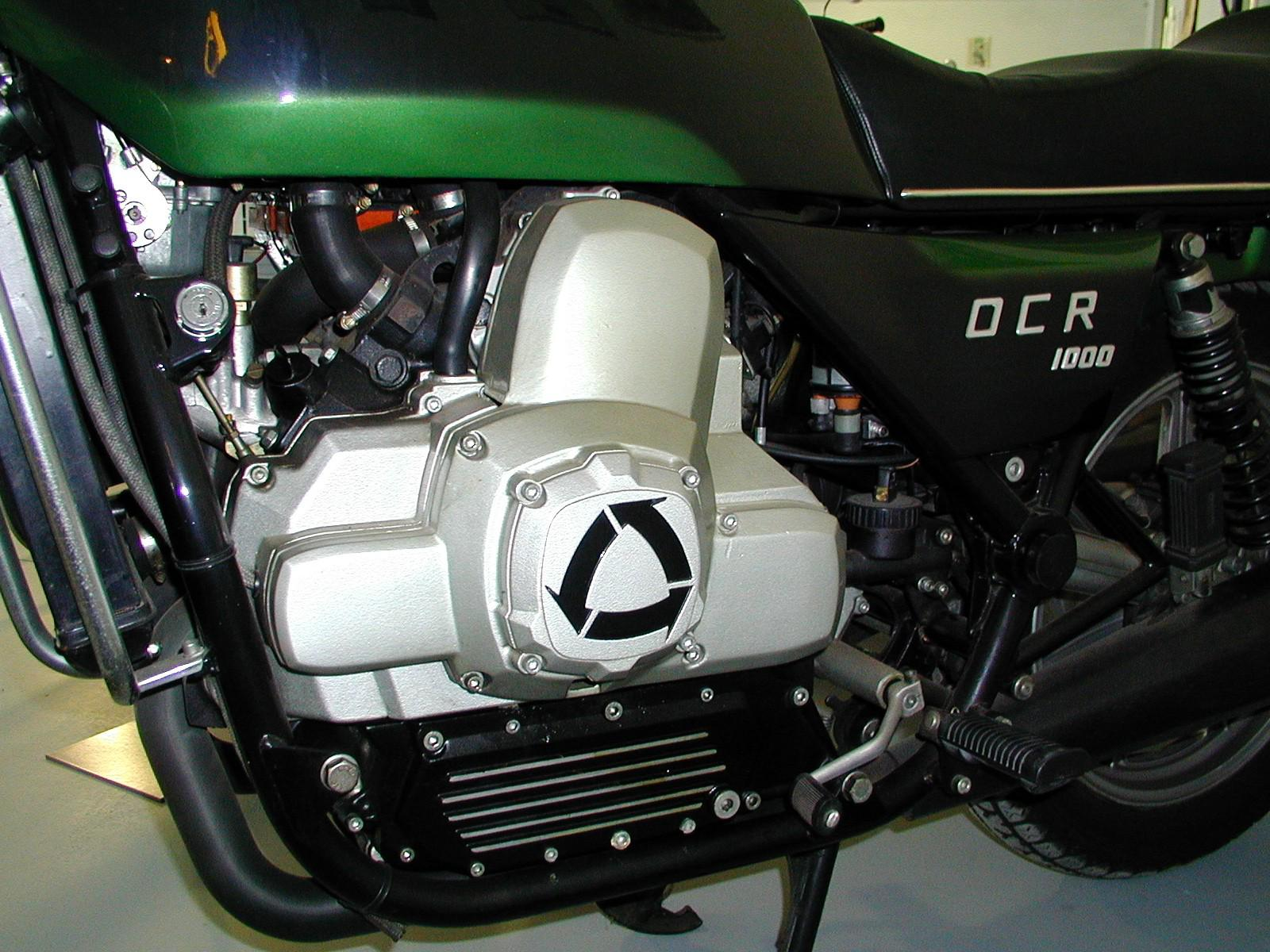
OCR 1000 Motor
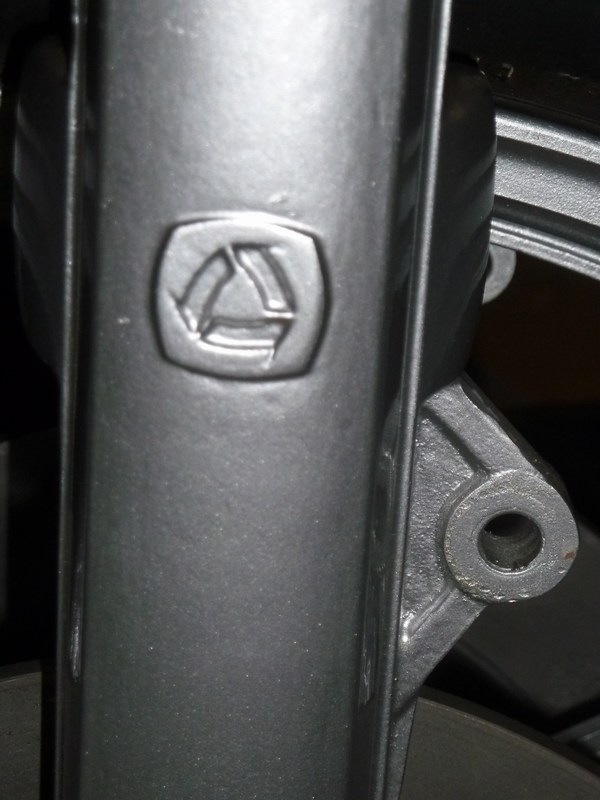
Logo auf der Vorderradgabel
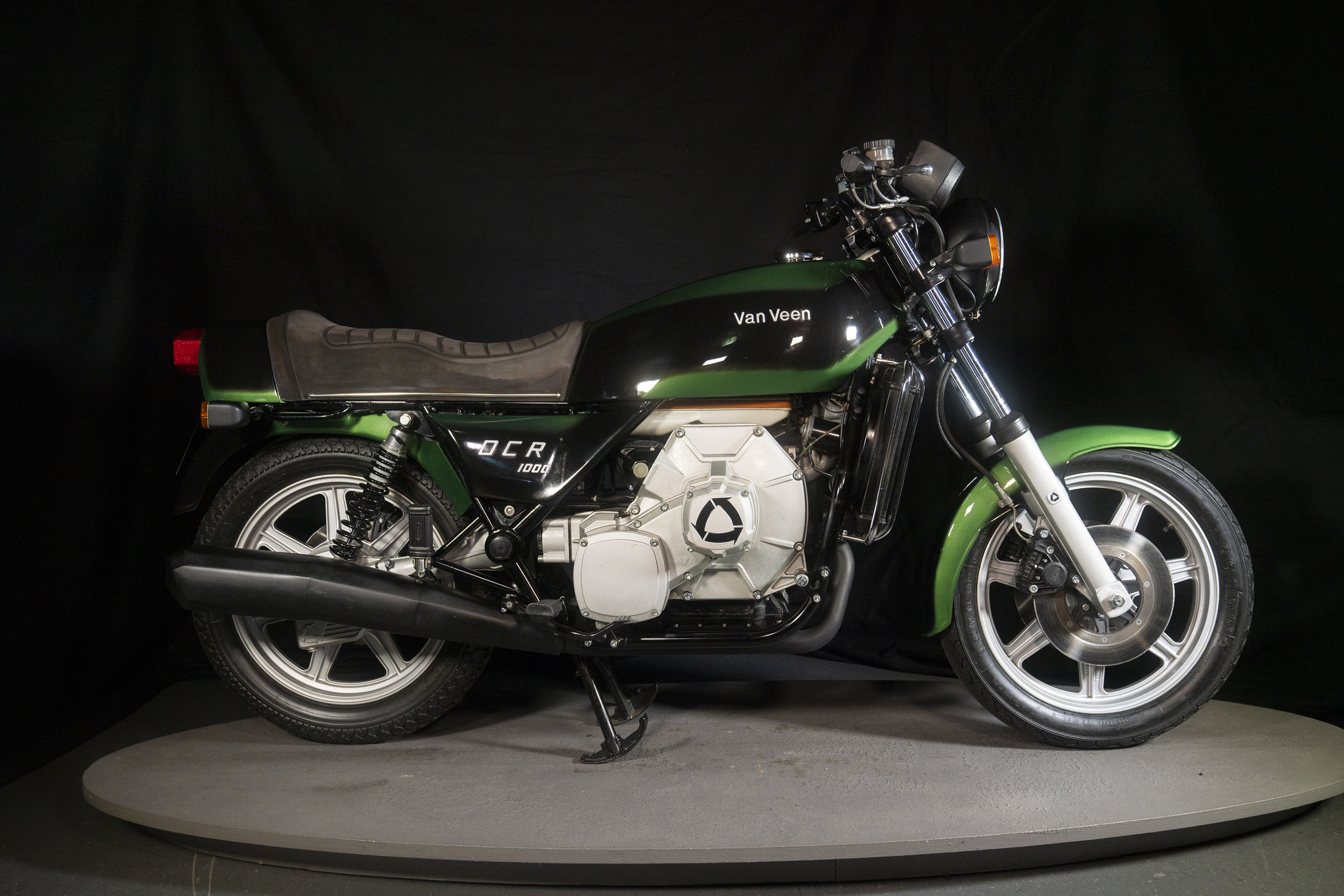
Van Veen OCR 1000 im Deutschen Zweirad- und NSU-Museum